# 사랑해 사랑해
《사랑해 사랑해》는 1998년 3월 7일부터 1998년 8월 2일까지 방영된 SBS 주말극장이다.
극을 이끌던 기존 방식을 탈피하여 3대 여성들이 극의 주인공으로 등장하여 내용을 끌어가는 드라마로 인기를 얻었다.

## 줄거리
도시 변두리에서 봄약국을 운영하는 약사 조봉숙(고두심 분)은 남편과 사별하고 시어머니(강부자 분)와 친정어머니(여운계 분), 정신연령이 낮은 시누이 순영(김소연 분)과 함께 살고 있다. 조봉숙에게는 큰딸 주영(김지호 분), 둘째딸은 주희(김현주 분), 막내아들 주범(재희 분) 등 삼남매를 두고 있다.
주영은 어머니와 함께 집안살림을 끌어가기 위해 남들처럼 좋은 대학도 다니지 못하고 야간대학을 겨우 졸업하여 중소기업에서 일하지만 부도가 나면서 졸지에 실직자가 된다. 그래서 패밀리 레스토랑에서 일하게 되는데 같이 일하게 된 강민수(신현준 분)와 사랑에 빠진다. 민수 역시 자신에게 손내는 주영을 사랑하지만, 주영과 어울릴 수 없다는 사실을 알고 일부러 오형준(박형준 분)에게 보내준다. 형준은 주영의 동갑내기 소꿉친구다. 그리고 더 이상 주영을 레스토랑에서 험한 꼴을 보는 걸 원치 않아 어느 대기업 비서로 취직시켜 준다. 이 두 사람을 지켜본 동생 주희는 민수와 가까워지며 가정형편과 미래때문에 포기 했던 의사의 꿈을 다시 이루기 위해 민수의 권유로 휴학계를 접고 의대생 신분으로 돌아간다.
민수는 대기업 회장의 숨겨진 아들로, 한때 유명한 배우인 어머니(반효정 분)와 함께 조용히 살아가던 중 아버지이 부름으로 아버지가 운영하는 대기업 계열회사 기획이사로 오게 된다. 그러나 이를 못마땅히 여기던 의붓형이 행패를 부려 지병이 있었던 어머니는 숨을 거둔다. 어머니의 장례식 이후 민수와 주영은 다시 한번 가까워지지만, 이미 주영은 형준과 결혼하기로 한 사이다. 상사이지만 한때 사랑하는 남자였던 민수의 존재에 주영은 갈등하게 되고, 이를 알게 된 형준의 경고를 받은 민수는 큰 교통사고를 당한다. 누구 하나 곁에서 돌봐주는 사람이 없을 정도로 외롭고 힘겹게 살아가는 그의 처지를 본 주영은 마침내 파혼을 결심하고 민수에게 돌아간다. 처음으로 자신에게 손을 내밀어 주었고 진심으로 자신을 사랑하여 파혼까지 한 그녀를 위해 그 동안 어둡고 소극적인 삶을 살아온 민수는 이를 계기로 주영과 결혼할 것을 결심한다.
당구 천재이지만 실제로는 남들에게 무시당하고 살아온 요섭(박철 분)은 어느날 동네 슈퍼마켓에서 라면을 사가다가 불량배들에게 희롱을 당하는 순영을 구해줌으로써 그녀와 사랑에 빠진다. 온전하지 못한 정신을 가진 사람을 어린애로만 생각한 순영의 어머니가 결혼에 반대하지만, 순영은 이에 아랑곳하지 않고 요섭과 사랑을 이루게 되지만 아이를 유산하여 실의에 빠지고 요섭이도 그간 모든 돈을 후배에게 모두 빼앗겨 절망하게 된다. 하지만 부부는 이를 극복하고 요섭이 당구천재로 명성을 얻게 된다.

## 등장 인물

### 주요 인물
- 고두심 : 조봉숙 역
- 김지호 : 이주영 역
- 김현주 : 이주희 역
- 이현균 : 이주범 역
- 여운계 : 봉숙의 친정어머니 역
- 강부자 : 윤씨 역
- 김소연 : 이순영 역
- 신현준 : 강민수 역
- 박철 : 윤요섭 역

### 그 외 인물
- 이덕화 : 박종환 역
- 김미숙 : 조봉자 역 - 봉숙의 동생
- 박은정 : 박종환과 조봉자의 딸 박혜진 역
- 반효정 : 강민수의 엄마
- 권오중 : 강 사장 역
- 임상아 : 해리 역
- 김진 : 정현 역 - 주희의 같은과 친구
- 김정민 : 이승민 역 - 정현의 친구
- 김영철 : 이승민의 친구인 강우석 역
- 고미영 : 정현의 친구이자 사랑의 갈등을 일으키는 강지숙 역
- 김규철 : 이승민의 아버지 강태호 역
- 박근형 : 이승민의 할아버지 역
- 임현식 : 정현의 아버지 정인섭 역
- 한진희 : 이완호 역
- 윤태영 : 재구 역
- 박형준 : 오형준 역
- 견미리 : 혜진 모 역
- 최상훈 : 강 사장 역
- 권혁종 : 김태식 역
- 김용선 : 한미정 역
- 김단비 : 김유진 역
- 오서운 : 한미진 역
- 변희봉
- 김미란
- 최정훈
- 김호영
- 이승형
- 이주석
- 이응경
- 문희경
- 최준용
- 김나운
- 홍승옥
- 이한갈
- 김형자
- 정욱 : 강 회장 역
- 송금식
- 성동일
- 라재웅
- 공형진 : 박준형 역
- 김희정 : 정희정 역
- 옥승일
- 오아랑
- 최석구
- 우현주
- 김정현
- 김승현
- 김성은
- 장혁
- 임유진 : 차승훈 역
- 임채연
- 손민우
- 황채린
- 김유철
- 정욱
- 원기준
- 황미선
- 이진아
- 이일화
- 정나온
- 조미령
- 김명민
- 김민조
- 김수연
- 김홍표
- 권도경 : 정영희 역
- 박형재
- 김남진
- 김충렬
- 윤기원
- 이상은
- 편일태
- 김준우
- 이은희
- 조선주
- 박광현
- 최성호
- 장은비
- 성창훈
- 신은정 : 이수정 역
- 송지은 : 서미영 역
- 송희아
- 양은용
- 이경화
- 이상훈
- 이태란 : 윤소영 역
- 박성혜
- 신현숙
- 조권탁 : 정지훈 역
- 김미희 : 정해림 역
- 김주혁 : 김우진 역
- 방경림 : 민지 역
- 박미영
- 박윤현
- 이희정
- 황정미 : 한지수 역
- 민경조
- 현규환

## 수상
- 1998년 SBS 연기대상 여자 신인상 김현주
- 1998년 SBS 연기대상 여자 인기상 김소연

## 참고 사항
- 강한 이미지를 지닌 신현준과 순한 이미지를 지닌 김지호가 커플연기를 선보이며 시너지 효과를 내었고 서자이지만 사랑을 되찾는 남자를 연기한 신현준은 영화 <은행나무 침대>에 이어 여성들의 인기를 얻기도 했다.
- 극 중 커플로 등장하는 신현준과 김지호는 자전거로 데이트를 즐기는데, 방영당시 자전거로 데이트를 하는 연인들이 많이 늘어났다고 한다. 화려하진 않지만 그 자체로도 연인의 감정을 표현할 수 있다는 점에서 시청자들의 인상을 남기기도 했다.
- 이 커플과 더불어 박철과 김소연이 정신지체커플로 등장하여 결혼에 성공하는 과정의 연기를 해 시청자들의 공감을 이끌어내기도 했다. 이 드라마로 신인 김현주가 김지호의 뒤를 잇는 스타로 자리매김을 하게 된다.
- 원래 제목은 '닻을 올려라'였으나, 제목이 무겁다는 의견이 많아 '사랑해, 사랑해'로 변경했다.